# Montefelcino
Montefelcino là một đô thị ở tỉnh Pesaro và Urbino trong vùng Marche, nằm cách 60 km về phía tây của Ancona và khoảng 20 km về phía nam của Pesaro. Tại thời điểm ngày 31 tháng 12 năm 2004, đô thị này có dân số 2.657 và diện tích là 38,7 km².
Đô thị Montefelcino có các frazioni (các đơn vị trực thuộc, chủ yếu là các làng) Isola del Piano and Monteguiduccio.
Montefelcino giáp các đô thị sau: Fossombrone, Isola del Piano, Monteciccardo, Petriano, Sant'Ippolito, Serrungarina, Urbino.